# Polyrhachis piliventris
Polyrhachis piliventris är en myrart som beskrevs av Smith 1858. Polyrhachis piliventris ingår i släktet Polyrhachis och familjen myror. Inga underarter finns listade i Catalogue of Life.